# Spaghetti aglio e olio
Spaghetti aglio e olio (italiensk: spaghetti med hvidløg og olie) er en traditionel italiensk pastaret fra Napoli.
Retten fremstilles med en let sautering af snittet, knust eller presset hvidløg i olivenolie evt. med rød chili og med spaghetti. Finthakket persille og parmesan eller pecorinoost over, selvom visse traditionelle opskrifter er uden ost.
Mange italiensk-amerikanere i New York refererer til retten som "alla-ul" pga. den syditalienske udtale.[kilde mangler]